# Остров любви (фильм)
«Остров любви» (укр. Острів любові) — украинский телевизионный десятисерийный фильм режиссёра Олега Биймы, снятый на студии «Укртелефильм» в 1995—1996 годах по мотивам украинской любовно-эротической литературы XIX и XX веков Александра Олеся, Марко Вовчок, Ольги Кобылянской, Марко Черемшыны, Ивана Франко, Гната Хоткевича, Михаила Коцюбинского, Владимира Винниченко, Михаила Могилянского, Евгения Гуцало.
«Остров любви» — первый украинский эротический сериал, который называют «украинским Декамероном»

## Сюжет

### Фильм первый. «Остров любви» (1995)
Сюжет Александра Олеся.
Охотников, молодого пана студента-филолога и деда Омелько, ночь застаёт вблизи Острова любви. Студент на природе проводит последние дни перед уходом в армию (начиналась Первая мировая война). Предстоит ночёвка в старом доме панночки. Под треск огня дед рассказывает предание про несчастную любовь панночки, возлюбленный которой погибает в этом доме от удара топора.
Разговоры охотников привлекают в зал спящего на верхнем этаже дома профессора-биолога, который, между прочим, рассказывает о традиции раз в год, 7 октября, собираться на острове рыцарей любви и своём участии в ежегодном ритуале признания любви праху панночки.

### Фильм второй. «Сон» (1996)
Сюжет Марко Вовчок.
Рыцари любви делятся старинными историями. Селится в селе богатый казак со старухой, которая его воспитала после смерти родителей. Среди детей в селе казак Данило замечает девочку, очень похожую на его сестру. Выводя заблудившуюся девочку из лесу, казак обещает, что будет к ней свататься, как та выростет.
Наталка выросла. Однажды ей снится сон, в котором появляются две полные луны, одна из которых ложится девушке на ладонь, а вторая за тучу заходит.
Через село проезжают чумаки, один из которых влюбляется в Наталку и к осени засылает сватов, которые получают отказ. Наталка выходит замуж за Данилу, молодожёны переезжают в родное село казака.
Перебирая вещи на чердаке, Наталка находит портрет Маруси, сестры Данилы. Старуха рассказывает историю любви Маруси с ляхом, которых Данило разрубает шашкой.
Наталка скучает по родному дому, по родителям. Данило отпускает её их проведать, при этом сам не находит себе места от ревности. В очередном порыве он седлает коня и настигает Наталку в поле. Та от него бежит, прыгает в реку. Данило настигает Наталку уже в воде, хватает в объятия, так их поутру рыбаки и нашли.

### Фильм третий. «Природа» (1995)
Сюжет Ольги Кобылянской.
Один из рыцарей любви, Орест, рассказывает историю, свидетелем которой он был. История случилась в Германии, где он был на лечении. Случайная встреча с Соломией заставляет Ореста искать встреч с нею. Однажды он становится свидетелем уличной сцены между Соломией и её любовником Жерменом. Орест входит в круг общения Соломии в тот вечер, когда она устраивает импровизированное прощание перед переездом, назначает время выпить бокал шампанского на следующий день. Однако к моменту прихода ухажёров Соломии её уже и след простыл. Жермен вне себя, а бывший воздыхатель Марк рассказывает историю, когда Соломия рисует молодого гуцула, совращает его и уничтожает рисунок, а вместе с ним и самого гуцула.

### Фильм четвёртый. «Приговор» (1995)
Сюжет Марко Черемшыны.
Рыцарь любви Орест, продолжает свою историю про художницу Соломию. На этот раз информация о ней приходит от судьи в отставке, которому Орест помогает обвести кондуктора и пронести в вагон собачку.
Этот судья и рассказывает сперва историю своей встречи с Соломией в Варшаве на её авторской выставке, а затем о деле из своей практики в гуцульском селении. О молодом гуцуле Федусе вздыхают многие девчата. Мимолетные романы у него происходят со многими из них, а после того, как добился цыганку Цию, начинает жить с молодой вдовой, которая ещё не доносила траур по усопшему мужу.
Мужчины села ведут Федуся к судье. На заседание приходит и цыганка, которая у всех на глазах наносит Федусю удар ножом.

### Фильм пятый. «Кошечка» (1995)
Сюжет Ивана Франко.
Рыцарь любви Антоний рассказывает историю про своего университетского товарища Опанаса, который в один день исчез из университета, а чуть позже исчезает из Львова. Десять лет спустя судьба сводит их снова в глухой деревушке. Опанас рассказывает историю своего внезапного исчезновения.
Виной всему стала официантка в кафе по прозвищу «Кошечка». Однажды увидав её Опанас теряет голову и становится завсегдатаем кафе, бросив учёбу. В дни, когда её не видит — впадает в депрессию, устраивает поиски, его избивают, после чего всё же происходит их встреча. Кошечка собирается тайно покинуть город. К этому моменту не дождавшись приезда сына, умирают родители Опанаса, и он, не долго думая, продаёт имение. Вместе с Кошечкой они едут в Вену, где проводят четыре счастливых дня. Кошечка исчезает, оставив записку с рекомендацией возвращаться на родину и устраивать свою жизнь.
Встреча Опанаса с Кошечкой случается ещё раз. Она приезжает к нему за несколько месяцев до своей смерти. Опанас её хоронит и продолжает свою карьеру учителя.

### Фильм шестой. «Дьяволица» (1995)
Сюжет Гната Хоткевича.
Очередная история из детства про деда, который жил в соседнем доме. Ежедневно дед занимается укрощением плоти, а однажды, когда маленький мальчик решается подсмотреть как происходит «изгнание дьявола», как называют занятие деда соседи, к нему приходит проститутка. Свидетелем любовного фиаско деда становится маленький мальчик.
К разговору о возрасте в любви подключается профессор биологии, рассказывая историю, как в его доме появляется очередная горничная (с неуживчивым характером его жены мало кто остаётся надолго). Служанка завладевает фантазией профессора. Откровенные сцены так и остаются в фантазиях, а в реальности, когда он заходит вечером в её комнату, жена устраивает сцену. На следующий день служанка была рассчитана.

### Фильм седьмой. «Поединок» (1995)
Сюжет Михаила Коцюбинского
Свою историю рассказывает солдат любви Иван. История касается периода, когда Иван работал учителем в доме Антонины Цюпы. Антонина благоволит молодому учителю, берет его с собой в театр, пишет романс на его стихи, устраивает интимные встречи с переодеванием Ивана в женское. Однажды их застаёт муж Антонины и выгоняет учителя из дому. Однако, под натиском супруги он возвращает учителя, соглашается на мировую и становится свидетелем страстного поцелуя любовников прямо в гостиной своего дома.

### Фильм восьмой. «Обручение» (1996)
Сюжет Владимира Винниченко
Солдат любви Иван Ганенко повествует сразу о двух историях. Героем первой становится он сам, когда после окончания университета, испытывает непреодолимое желание плотских утех. Денег на платную любовь, естественно, не было, поэтому он ходит по улицам в поисках любви. Потерпев несколько неудач он уплетается за не красавицей, которая заводит к себе домой и заставляет раздеться. При этом подгоняет, мотивируя это тем, что собирается после него ещё раз на бульвар выйти. Услыхав это Иван в чём мать родила убегает от случайной знакомой.
Вторая история случилась с его соседом по комнате. Он, молоденький студент приходит в дом Сухобриевых на обручение его дочери. Дом большой, шумный, в разных его уголках происходят свои любовные интрижки. Непьющего Николая спаивают, под общее удовольствие гостей заставляют танцевать «Казачка». У главы дома своя любовная интрижка, его обвиняют в карточном шулерстве и пр. Главный удар ждёт Николая, когда во всеуслышание объявляется о помолвке и ещё одной дочери Сухобриева, с которой он считал, имеет отношения, получая от неё знаки внимания.

### Фильм девятый. «Невеста» (1996)
Сюжет Михайло Могилянского
Молодой пан студент-филолог из первого фильма просыпается. Вся история с рыцарями любви ему приснилась. Он возвращается домой к матери, где его ожидают сборы на фронт. Друзья Георгия не хотят отпускать бойца на войну девственником и устраивают ему интимное свидание, на котором тот благополучно выспался.
В вагоне поезда он встречает милую девушку Полину. Между ними пробегает искра, и оба сходят в Николаеве, не доехав до пункта назначения. После ночи любви в номере гостиницы, по утру, написав прощальную записку полную слов любви, Полина уезжает к своему будущему мужу. Георгий идет на фронт, где погибает.

### Фильм десятый. «Блуд» (1996)
Сюжет Евгения Гуцало
90-е годы. На острове в неглиже просыпается девушка, которая напрочь не помнит вечер предыдущего дня, а окружающие её мужчины наперебой рассказывают о её «подвигах».
От причала отчаливает пароход, маршрут которого — Остров любви. Компания на пароходе — городская элита. Во время прогулки пассажиры рассказывают друг другу истории. Героиня одной из них — Валерия, выдумавшая историю своего изнасилования, чтобы заставить мужа ревновать. Героиня другой — овдовевшая женщина, которая выполняет желание ушедшего супруга по изготовлению его памятника из чистого золота, параллельно заводит роман со скульптором.
Пассажиры парохода высаживаются на острове. Молодая пара заходит в обветшалый доме панночки, в котором девушка говорит, что по ощущениям она уже бывала здесь раньше (она как две капли воды похожа на панночку из первого фильма). По всей территории слышны любовные стоны. К одной из компаний прибивается затерявшаяся обнажённая девушка. Среди вскриков и стонов раздаётся выстрел — убит владелец «Быковни-инвест»…
Теплоход возвращается обратно. В разгар безумной дискотеки в ночной воде замечают мину времён Первой мировой войны…

## В ролях
- Рыцари любви:
  - Алексей Богданович
  - С. Васянович
  - Александр Герасимчук
  - Олег Комаров
  - Ярослав Маковийчук
  - Антон Мухарский
  - Виталий Полусмак
- Юрий Критенко — Николай Севастьянович Потапенко, профессор-биолог
- Виктория Малекторович — панночка
- Каскадёры:
  - Константин Шекита
  - Руслан Горелый
  - Александр Карпов
  - Александр Некрасов

### Фильм первый. «Остров любви»
- Виктория Малекторович — панночка
- Нонна Копержинская — няня панночки
- Юрий Розстальный — пан влюблённый в панночку
- Осип Найдук — дед Омелько (Омельян Данилович)
- Владимир Терещук — Георгий Георгиевич Романенко, студент университета, будущий филолог
- Виталий Розстальный — старый пан, отец панночки

### Фильм второй. «Сон»
- Михаил Голубович — Данило Гурч, богатый казак
- Людмила Травникова — Наталка Полищук
- Наталия Гебдовская — старуха, воспитавшая осиротевших Данила и Марусю
- Радмила Щёголева — Мотря, подруга Наталки
- Виктор Степаненко — Охрим Полищук, отец Наталки
- Елена Еременко — Ивга Полищук, мать Наталки
- Соломийка Жилинская — Наталки в детстве
- Чумаки:
  - Виктор Глушков
  - Юрий Кудрявец
  - Михаил Кукуюк
  - Константин Попудренко
- Девчата:
  - Лариса Красовская
  - Юлия Прус
  - Светлана Штанько
- Леся Лепчук — Маруся, сестра Данила
- Роман Дмытрив — лях, возлюбленный Маруси
- Фольклорные коллективы:
  - «Червона калина», художественный руководитель М. Заец
  - «Веселка», художественный руководитель К. Устинова

### Фильм третий. «Природа»
- Анна Кондаракис — Соломия, художница
- Грегуар Дагье — гуцул
- Алексей Богданович — Орест
- Александр Кочубей — Марк, один из поклонников Соломии
- Николай Филиппов — Жермен, француз, любовник Соломии
- Наталия Наум — мать гуцула
- Татьяна Кобзарь — Анна, служанка Соломии
- Т. Ковтун — эпизод
- Анатолий Кравчук — эпизод
- Кристина Ланская — эпизод
- В. Сидлецкий — эпизод
- Вадим Тадер — эпизод

### Фильм четвёртый. «Приговор»
- Олег Савкин — Федусь, молодой гуцул
- Валерия Чумакова — Ция, молодая цыганка
- Ирина Мельник — Чередарючка, молодая вдова
- Александр Гай — Терентий Цвик, судья в отставке
- Алексей Богданович — Орест
- Анна Кондаракис — Соломия, художница
- Олег Месеча — кондуктор в железнодорожном вагоне
- Владимир Шакало — отец Ции
- Евдокия Бобровская — мать Еленки
- Николай Натолушко — отец Еленки
- Елена Кечина — Еленка
- Татьяна Кондратюк — Маричка
- Елена Дриженко-Головина — Параска
- Валентина Кулинская — Рузя
- Любовь Кожедуб — Петриха
- Николай Венгерский — Петро
- И. Арсенич — эпизод
- С. Бойчук — эпизод
- Георгий Букур — эпизод
- Алексей Дронников — эпизод
- Енвер Ибрагимов — эпизод
- Маргарита Кавка — эпизод
- Ю. Кущак — эпизод
- М. Савчук — эпизод
- Ираида Цареградская — эпизод
- В. Юзькив — эпизод

### Фильм пятый. «Кошечка»
- Сергей Кучеренко — Опанас Моримуха, университетский товарищ Антония
- Татьяна Олексенко-Жирко — «Кошечка», официантка в кафе
- Ярослав Маковийчук — Антоний, рассказчик
- Анастасия Зверина — девушка в кафе
- Анатолий Черепнин — кельнер в кафе
- Андрей Баса — мужчина в чёрном
- Компания в кафе:
  - Владимир Горянский
  - Сергей Егоров
  - Константин Костышин
  - Ирина Мазур
  - О. Самар
  - О. Шапоренко
- Константин Артеменко — эпизод
- Дмитрий Наливайчук — эпизод
- Галина Давыдова — эпизод
- Тимур Ибрагимов — эпизод
- Борис Лукьянов — эпизод
- Ю. Юзьков — эпизод
- Вадим Яковенко — эпизод

### Фильм шестой. «Дьяволица»
- Юрий Критенко — Николай Севастьянович Потапенко, профессор-биолог
- Анна Наталушко — «Фатьма», служанка в доме профессора Потапенко
- Нина Шаролапова — жена профессора Потапенко
- Константин Степанков — дед
- Наталья Гордеева — проститутка
- Матвей Никитин — мальчик
- Елизавета Слуцкая — мать мальчика
- Толя Александров — эпизод
- Д. Антоненко — эпизод
- Владимир Горянский — солдат (эпизод)
- Ирина Мазур — эпизод
- Н. Осипенко — эпизод
- Л. Пузанова — эпизод
- О. Рассказова — эпизод
- О. Шарай — эпизод

### Фильм седьмой. «Поединок»
- Наталья Егорова — Антонина Цюпа
- Антон Мухарский — Иван, учитель в доме Антонины
- Виктор Щербаков — Николай Цюпа, муж Антонины
- Марта Ружа — Людя, дочь Антонины
- Татьяна Кравченко — Марфа, служанка Антонины
- Римма Зюбина — Гапочка
- Саша Дегтярев — эпизод
- Александр Светляков — эпизод
- И. Гаврило — эпизод
- С. Забарыло — эпизод
- О. Ковешникова — эпизод
- Вадим Шайдров — эпизод
- О. Шарай — эпизод

### Фильм восьмой. «Обручение»
- Тарас Денисенко — Николай Степанович Семенюк
- Светлана Томащук — Галя (Анна Сухобриева), средняя дочь
- Владимир Ямненко — Фома Лукич Лабазников
- Вячеслав Воронин — Еремей Афанасьевич Сухобриев, отец
- Татьяна Клюева — Варвара Карповна Сухобриева, мать
- Александр Герасимчук — Иван Ганенко
- Тамара Яценко — незнакомка, продажная женщина
- Станислав Москвин — Серж Ломазиди, жених Лиды
- Ирина Иванова — Лида Сухобриева, старшая дочь, невеста Сержа
- Елена Хижная — Эсмеральда, любовница Сержа
- Алёна Узлюк — Неонила, любовница Еремея Афанасьевича
- Салопницы:
  - Людмила Ардельян
  - Алина Барановская
  - Алла Москвина
- Компания у Сухобриевых:
  - Александр Деняков
  - Николай Записочный
  - Игорь Коржановский
  - Юрий Литвин
  - Игорь Тимошенко
  - Марина Шуран
  - Елена Целиковская
- Людмила Котляренко — таперша
- Картёжники:
  - Сергей Ермаков
  - Семён Лихогоденко
  - Борис Мазур
- Весталки:
  - Маргарита Карасёва
  - Инна Мирошниченко
  - Людмила Черняк
- Константин Воробьёв — эпизод
- Антонина Заводий — эпизод
- Владимир Зозуля — эпизод
- А. Карпов — эпизод
- Павел Овечкин — эпизод
- Ирина Светлякова — эпизод
- М. Светлов — эпизод
- Ю. Бушма — эпизод
- Николай Записочный — эпизод
- О. Дворянинова — эпизод
- Ю. Дворянинов — эпизод
- К. Белявская — эпизод
- О. Бояринова — эпизод

### Фильм девятый. «Невеста»
- Владимир Терещук — Георгий Георгиевич Романенко
- Наталья Бочко — Полина, невеста
- Осип Найдук — дед Омелько
- Валентина Плотникова — мать Георгия
- Ирина Терещенко — Элиза, продажная женщина
- Наталия Лотоцкая — тётя Полины
- Светлана Золотько — Анна, служанка тёти Полины
- Инна Капинос — Анеля, невестка важной пани
- Неонила Белецкая — важная пани в купе
- Николай Записочный — пан в купе
- Валерий Смаль — проводник
- Ирина Быстрякова — Тоня, старшая дочь Анели
- Юля Бушма — младшая дочь Анели
- Друзья Георгия:
  - Андрей Кравцов
  - Евгений Нищук
  - Олег Плескань
  - Юрий Фреган
  - Геннадий Шевчук
- Татьяна Камбурова — эпизод
- И. Кулецкий — эпизод
- Дмитрий Махнич — эпизод
- Алексей Петухов — эпизод
- Виктор Степаненко — эпизод
- Евгений Паперный — капитан

### Фильм десятый. «Блуд»
- Алла Сергийко — Валерия Владимировна, главный бухгалтер «Быковня-инвест»
- Марина Могилевская — Таисия, молодая вдова
- Виктор Кошель — Феликс, известный скульптор
- Надежда Курилко — Ольга, голая девушка на Острове любви
- Дамы на пароходе:
  - Юлия Ткаченко
  - Лидия Яремчук
  - Галина Черняк
- Виктория Малекторович — Она
- Николай Боклан — Он
- Соседки Валерии:
  - Светлана Автухова
  - Нина Касторф
  - Наталья Некряч
- Владимир Ильенко — Коля, муж Валерии
- Антон Носар — сын Валерии
- Оля Носар — дочь Валерии
- Анатолий Бобёр — Фёдор Эммануилович Потапенко, сантехник
- Владимир Дьяченко — следователь
- Дина Каширова — Наталья Ивановна, лейтенант милиции
- Михаил Гейкрайтер — Фельдман, фотограф из прокуратуры
- Елена Кружилина — Рита, дочь Николая Павловича
- Александр Жуковин — Гена, приятель Риты
- Молодёжная компания:
  - Владлена Кохановская
  - Назар Майборода
- Пассажиры на пароходе:
  - Татьяна Глинская
  - Елена Новикова
  - Алиция Омельчук — Виктория, приятельница Таисии
  - Юрий Потапенко
  - Виктория Федоренко
- Александр Денисенко — Николай Павлович, владелец «Быковня-инвест»
- Валерий Наконечный — секретарь Николая Павловича
- Виктор Лищинский — охранник
- Владимир Пшеничный — Гоша
- Александр Герелес — Игорь
- Незнакомцы:
  - Роман Равицкий
  - О. Шлыков
- Г. Величко — эпизод
- З. Виксман — эпизод
- Руслан Горелый — эпизод
- А. Карпов — эпизод
- С. Малуха — эпизод
- Олег Некрасов — эпизод
- О. Ревенко — эпизод
- Константин Шекита — эпизод
- В. Юзефович — эпизод
- Владимир Быстряков — камео[3]

## Съёмочная группа
- Автор сценария:
  - Олег Бийма (Фильм 1, 2, 9, 10)
  - Тамара Бойко (Фильм 3, 4, 7)
  - Ярослав Стельмах (Фильм 5, 6, 8)
- Режиссёр-постановщик: Олег Бийма
- Оператор-постановщик: Владимир Билощук
- Художник-постановщик: Эдуард Колесов
- Композиторы:
  - Владимир Гронский (Фильм 1, 3, 5, 9, 10)
  - Евгений Станкович (Фильм 2, 4)
  - Владимир Быстряков (Фильм 6, 7, 8, 10)
- Звукооператор: Алексендр Ренков
- Художник по костюмам: Надежда Коваленко
- Национальный симфонический оркестр Украины
  - Дирижёр: Владимир Сиренко
- Директор картины: Сергей Саакян

## Награды и премии
- 1997 — Главный приз Первого телефестиваля «Золотая эра»[2]

## О фильме
В 1994 году идея эротического сериала была, мягко говоря, авантюрной. Я снял серьёзные фильмы — «Западню», «Преступление со многими неизвестными». Мне захотелось удивить мир. Меня всегда раздражала презентация Украины как бесполой, поющей, шароварной нации. Хотя даже в украинских народных песнях есть намеки на интим: «У нього вусочок, як огірочок». Думаю, не с солёным огурцом сравнивают. Я погрузился в чтение украинской классики. То, что не описывалось подробно, а лишь намеками, я пытался вытащить наружу, в кадр. Пришел с заявкой. 10 разухабистых серий, период с XVIII века до наших дней. Был очень удивлен, когда Зиновий Кулик на сценарии написал: «В производство». А дальше, как говорится: «Чем дальше в лес, тем больше хочется». Я стал снимать интимные сцены с прикосновениями, раздеваниями, представляя, что это придется исполнять украинским актёрам.— О. Бийма в интервью газете «Факты и комментарии», 05.06.2002

«Остров любви», который недавно демонстрировался, считаю своим шедевром. Выше я не поднимусь! Но его время ещё не наступило. Это бомба, которая, к сожалению, не взорвалась. Фильм показывали в очень неудобное время, практически не анонсировали. Будто нарочно хотели сузить аудиторию. На полку не положили, но подобным прокатом просто хотели его задушить. Я молчу о том, что снимал на «голом» энтузиазме. Телевизионное руководство, ссылаясь на отсутствие денег, не помогает. Их уже никто ни о чём и не просит. Но когда приносишь готовую картину, то, оказывается, нет возможности показать фильм в прайм-тайме. Такова наша политика.— О. Бийма в интервью газете «День», 20 февраля 1999

## Факты
- Десять фильмов «Острова любви» были сняты за полтора года[6]
- Роль молодой вдовы Таисии в десятом фильме «Блуд» предлагалась Полине Лозовой. Актриса выбрала поездку на лето с семьей в Америку, а роль в фильме исполнила Марина Могилевская[7]
- В десятом фильме «Блуд», героиня Марины Могилевской в состоянии шока выскакивает из дому в одном бикини к телефонному автомату. Съёмки проходили в центре Киева на улице Богдана Хмельницкого, где всегда многолюдно. Сопротивление актрисы было сломлено режиссёром с помощью бутылки коньяка и уверения в том, что никто не обратит внимания[4]

### Музыкальное оформление
- В первом фильме «Остров любви» и в девятом «Невеста», песню на стихи Александра Олеся исполняет мужской хор (хормейстер Сергей Бондаренко)
- В третьем фильме «Природа» соло на народных инструментах исполняют Сергей Орёл и Михаил Тимофеев
- В четвёртом фильме «Приговор» принимает участие Народный танцевальный ансамбль «Покуття» (художественный руководитель Дана Демкив), коллективы «Народного дома» (г. Коломыя), жители села Космач (Ивано-Франковская область)
- В пятом фильме «Кошечка» романс на стихи Ивана Франко исполняет Лариса Савченко
- В седьмом фильме «Поединок» романс на стихи Инны Логуновой исполняет Ольга Крюкова
- В седьмом фильме «Поединок» звучат отрывки из оперы Петра Чайковского «Евгений Онегин» в исполнении солистов, хора и оркестра Большого театра
- В восьмом фильме «Обручение» постановщиком танца выступила Людмила Котляренко
- В десятом фильме «Блуд» использованы популярные мелодии 80-90-х годов из архивных записей, среди которых «Крещатик» Павла Зиброва, «Стюардесса Жанна» Владимира Преснякова, «Суженый мой» Ирины Аллегровой, «Ну когда под венец» Алёны Апиной… Звучат мелодии Enigma, Ламбада…